# 加拿大塘站
加拿大塘站（英語：Canada Water station）位於南倫敦南華克區的羅瑟希德，在加拿大塘的北畔。本站是倫敦地鐵銀禧綫和倫敦地上鐵東倫敦線的轉乘站，乘客能夠在閘內進行換乘。本站隸屬倫敦軌道運輸第2收費區。2010年4月27日，加拿大塘站開通了倫敦地上鐵的服務。

## 歷史
1970年代，弗利特線（銀禧線的舊名）原有延伸至泰晤士米德的計劃，其中延伸線隧道計劃於本站與瑟里碼頭站之間走出地面，並匯入東倫敦線，以取代原東倫敦線瑟里碼頭至新十字和新十字門的列車服務。然而，該計劃最終因經費不足而被擱置。取而代之並得到實踐的銀禧線延伸段則改為於加拿大塘北畔設地底車站，因此本站得以落成。
本站座落於前阿爾比恩碼頭，該碼頭是瑟里商業碼頭的一部分 。1995年，本站工程展開，其中包括以明挖回填方式建造車站。工程人員需要挖掘出一個長達150米、闊達23米、深達22米的大坑以興建銀禧線車站月台，以及另一個長達130米，深達13米的坑以建造東倫敦線月台及車站大堂。兩個坑以直角形式交匯。位於本站的一段東倫敦線需要完全重建，其十九世紀建成的磚製隧道被拆除，軌道亦重鋪於跨越銀禧線軌道上方的新結構。由於東倫敦線需要於工程期間停駛，倫敦地鐵亦借此機會維修本站以北的泰晤士隧道。
本站於1999年8月19日啟用，最初只有東倫敦線的列車服務。同年9月17日，銀禧線列車開始服務本站。
2015年，雀巢於倫敦馬拉松舉辦當日贊助本站。當日本站的圓標均被修改，所有「Canada Water」（加拿大塘）標示均被改成「Buxton Water」（巴克斯頓水），以宣傳雀巢的巴克斯頓水品牌。雀巢為該次贊助出資11萬英鎊，成功為倫敦交通局帶來非票務收入。

## 車站設計
本站入口的圓柱體建築類似皮卡迪利線亞諾斯高夫站的鼓形磚造站房（於1932年落成），但本站入口更傾向於讓自然光進入車站。
本站的地下站體為一座巨型的混凝土箱，裡面有一系列巨型混凝土柱以支撐地面的九層大廈、馬路和巴士總站。本站有四部升降機和八部扶手電梯。本站的地下部分設有三層，票務大堂和商店位於最接近地面的一層。東倫敦線的南北向月台則位於中層，距離地面11米。銀禧線的東西向月台位於最底層，距離地面22米。

## 接駁交通
倫敦巴士1、47、188、199、225、381、C10、P12號綫及通宵巴士N199、N381號綫均途經本站。

## 外部連結
- Eva Jiricna Architects - Canada Water Bus Station
- More photographs of Canada Water station（页面存档备份，存于）